# La Romana
För andra betydelser, se La Romana (olika betydelser).
La Romana är en kommun i Dominikanska republiken och är belägen i den östra delen av landet, vid kusten mot Karibiska havet. Den är administrativ huvudort för provinsen La Romana. Kommunen har cirka 139 000 invånare. Landets största ö, Isla Saona, tillhör kommunen.